# Luis Alberto Hernando
Luis Alberto Hernando Alzaga (Burgos, 22 de septiembre de 1977) es un deportista español que compite en trail running y esquí de montaña. Triple campeón del mundo Trail IAAF,  Campeón de la Copa del Mundo de Ultras y Medalla de Bronce al Mérito Deportivo de la Real Orden del Mérito Deportivo. Actualmente forma parte del equipo Adidas Terrex.

## Biografía
Luis Alberto Hernando Alzaga empezó en el mundo del deporte a los 9 años acompañado de su
padre, campeón del mundo de maratón en categoría veteranos, y de su hermano Andrés. La dureza de los entrenamientos en familia y el afán de superación que estos suponían inculcaron en Luis el gusto por el atletismo y la competitividad deportiva. Con el tiempo se interesó especialmente por las carreras de media y larga distancia, empezando por las de 2000 y 3000 metros, aumentando distancias a medida que su categoría se lo permitía. Las mejores marcas en estas distancias las consiguió en su etapa de servicio militar obligatorio con destino en Valencia, donde formó parte del Valencia Club de Atletismo Terra i Mar.
Tras el servicio militar entró a formar parte de la Guardia Civil e inmediatamente lo hizo también en el equipo de biathlón del cuerpo, donde aprendió métodos de entrenamiento profesionales. Estos entrenamientos le llevaron en 2004 a poder correr con el Equipo Nacional de Biatlón en la Copa de Europa y Copa del Mundo de esta modalidad, y a clasificarse para los Juegos Olímpicos de Turín 2006.
Entre los años 2007 y 2009 dejó el Equipo Nacional de biatlón para participar con el de esquí de fondo. Esta etapa fue poco provechosa para Luis Alberto ya que primero en 2007 se tuvo que someter a una operación de hernia, y después en diciembre de 2008 se lesionó de gravedad al romperse el menisco. Tras su recuperación, en 2009 empezó una nueva etapa al combinar la práctica deportiva con el Curso de Adiestramiento Específico de Montaña de la Guardia Civil.
En 2010 Luis Alberto contemplaba la posibilidad de abandonar las competiciones, pero acabó corriendo el Campeonato del Mundo de Skyrunning en la localidad italiana de Premana, donde obtuvo la medalla de plata. Este resultado le motivó para replantearse y descartar definitivamente la retirada.
En la actualidad Luis Alberto Hernando forma parte del equipo Adidas Terrex y del Grupos de Rescate e Intervención en Montaña  de Jaca   donde reside durante la temporada estival, compaginándolo con el Equipo de Esquí y Alpinismo de la Guardia Civil durante el invierno.
Entre sus méritos deportivos cabe destacar ser tricampeón del Mundo de Trail IAAF (2016,2017 y 2018), bicampeón de la Copa del Mundo de Ultras (2014 y 2015) y campeón de Europa de Ultras.

## Palmarés parcial por años

### 2022
- Campeonato del Foncea Trail - Foncea, La Rioja. España

### 2018
- Campeonato del Mundo Trail IAAF - Penyagolosa Trails. Penyagolosa. España

### 2017
- Campeonato del Mundo Trail IAAF - High Trail Vanoise. Francia
- Campeonato de Europa De Ultras - High Trail Vanoise. Francia

1º Maratón Transvulcania (Récord 3:46:01) 

### 2016
- Campeonato del Mundo Trail IAAF - Trail Peneda-Garês. Portugal
- Campeonato Skynational Series Spain, Andorra, Portugal - Gorbeia Suzien

3º Cegama Aizcorri. Copa del Mundo Sky (4:00:05) 2º Puyada a Oturia 

### 2015
- Copa del Mundo Ultras - Ultra Pirineu Copa del Mundo Ultra 8ª plaza
- Campeonato de Europa de Ultras -ICE Trail Tarentaise
- Campeonato del Mundo IAU - Maxi-Race Annency
- Medalla De Bronce Al Mérito Deportivo (Real Orden del Mérito Deportivo)

### 2014
- Campeonato del Mundo De Ultras - 80 KM Chamonix
- Campeonato de Ultras Skyrunners Series Spain - Andorra

### 2013
- Campeonato de Europa De Ultras - Trans D'Havet con Kilian Jornet
- Copa De España
- Copa Del Mundo Skyrace

### 2012
- Campeonato del Mundo Skyrace Series
- Campeonato del Mundo Skymarathon - Skymarathon/Skygames
- Campeonato del Mundo Combinada – Skygame
- Copa Del Mundo - Skyrunner World Series
- Copa De España

### 2011
- Campeonato De España - Sky Marathón Ribagorza Románica
- Campeonato de Europa Combinada - Kv + Skyrace
- Copa Del Mundo

### 2010
- Campeón Copa de España